# Lisa Lu
Lisa Lu Yan (chiń. trad.: 盧燕, pinyin: Lú Yàn) (ur. 19 stycznia 1927 w Pekinie) – amerykańska aktorka filmowa i telewizyjna pochodzenia chińskiego.

## Wybrana filmografia
- Panda i Magiczny Wąż (1958) – Bai Niang (głos)
- The Mountain Road (1960) jako Su-Mei Hung
- Bonanza (1959-73; serial TV) jako Su Ling (gościnnie, 1961)
- Dwa oblicza zemsty (1961) jako Mei-Mei
- Łuk (1968) jako Madame Tung
- 14 amazonek (1972) jako She Saihua
- Cesarzowa Wdowa (1975) jako cesarzowa Cixi
- Diabelskie nasienie (1977) jako Soon Yen
- Saint Jack (1979) jako pani Yates
- Opowieści Hammetta (1982) jako asystentka panny Cameron
- Tai-Pan (1986) jako Ah-Gip
- Ostatni cesarz (1987) jako cesarzowa Cixi
- Hiroszima w ogniu (1990) jako pani Sato
- Klub szczęścia (1993) jako An-mei Hsu
- Kocham kłopoty (1994) jako Virginia Harvey
- Niewidzialny cel (2007) jako babcia Wai King-ho
- Ostrożnie, pożądanie (2007) jako partnerka cioci w mahjongu
- 2012 (2009) jako babcia Sonam
- Somewhere. Między miejscami (2010) jako chińska dziennikarka
- Razem i osobno (2010) jako Qiao Yu-e
- Niebezpieczne związki (2012) jako Madam Ruixue Du
- Bajecznie bogaci Azjaci (2018) jako Ah Ma
- Urodzony w Ameryce (2023; serial TV) jako Ni Yang (gościnnie)

## Osiągnięcia

### Golden Horse Film Festival
- 1975: Zwyciężczyni Golden Horse Award – Najlepsza Aktorka Pierwszoplanowa za Qing guo qing cheng
- 1973: Zwyciężczyni Golden Horse Award – Najlepsza Aktorka Drugoplanowa za Shi si nu ying hao
- 1971: Zwyciężczyni Golden Horse Award – Najlepsza Aktorka Pierwszoplanowa za Dong fu ren

### National Board of Review, USA
- 2018: Zwyciężczyni NBR Award za Bajecznie bogaci Azjaci

### Santa Clarita International Film Festival
- 1995: Zwyciężczyni Film Award – Najlepszy Zagraniczny Film Fabularny za Lan ling wang

### Screen Actors Guild Awards
- 2019: Nominacja za Bajecznie bogaci Azjaci

### VC FilmFest - Los Angeles Asian Pacific Film Festival
- 2021: Zwyciężczyni Artist Achievement Award

### Indiana Film Journalists Association, US
- 2018: Nominacja IFJA Award za Bajecznie bogaci Azjaci

### Chinese Film Media Awards
- 2008: Nominacja China Film Media Award – Najlepsza Aktorka Drugoplanowa za Yi ma de hou xian dai sheng huo

### Chinese American Film Festival (C.A.F.F.)
- 2009: Zwyciężczyni Golden Angel Award za Dim Sum Funeral

### Huading Awards
- 2015: Zwyciężczyni Lifetime Achievement Award

### Canada China International Film Festival (CCIFF)
- 2022: Zwyciężczyni Festival Award – Najlepsza Aktorka za In Pursuit of Light

### China Image Film Festival
- 2011: Zwyciężczyni Jury Award – Najlepsza Aktorka za Razem i osobno[2]